# Universiade d'été de 1975
Navigation
Édition précédente Édition suivante
La 8e édition de l'Universiade d'été à Rome, en Italie. Ils ont été gâchés par le boycott dirigé par les 28 nations africaines et la République de Chine pour protester contre les liens sportifs entre la Nouvelle-Zélande et l'Afrique du Sud. L'universiade en elle-même a été annulée pour être remplacée par des championnats universitaires d'athlétisme.

## Tableau des médailles
| Rang | Pays                 | Médaille d'or | Médaille d'argent | Médaille de bronze | Total |
| 1    | Union soviétique     | 7             | 5                 | 11                 | 23    |
| 2    | Pologne              | 7             | 3                 | 1                  | 11    |
| 3    | Italie               | 5             | 1                 | 1                  | 7     |
| 4    | Allemagne de l'Ouest | 3             | 2                 | 2                  | 7     |
| 5    | Finlande             | 3             | 2                 | 0                  | 5     |
| 6    | Roumanie             | 2             | 6                 | 4                  | 12    |
| 7    | États-Unis           | 2             | 4                 | 0                  | 6     |
| 8    | Bulgarie             | 2             | 0                 | 4                  | 6     |
| 9    | Canada               | 1             | 4                 | 2                  | 7     |
| 10   | France               | 1             | 1                 | 1                  | 3     |
| 11   | Tchécoslovaquie      | 1             | 1                 | 0                  | 1     |
| 12   | Autriche             | 1             | 0                 | 0                  | 1     |
| 13   | Yougoslavie          | 0             | 3                 | 4                  | 7     |
| 14   | Hongrie              | 0             | 2                 | 0                  | 2     |
| 15   | Royaume-Uni          | 0             | 1                 | 2                  | 3     |
| 16   | Suède                | 0             | 0                 | 1                  | 1     |